# تباشیر بنگالی
تباشیر بنگالی یا کاش (نام علمی: Saccharum bengalense) نام یک گونه از سرده نیشکر است.